# مجلس الإنعاش الأوروبي
مجلس الإنعاش الأوروبي (بالإنجليزية: European Resuscitation Council)‏ هو مجمع علمي يهتم بالبحوث العلمية المتعلقة بالإنعاش وتلك المتعلقة بالظروف الحرجة حول الإنعاش، من مسببات السكتة القلبية وتوصيات الإنعاش، والعلاج المباشر لما بعد الإنعاش. فالمجلس يهتم بدعم البحوث، ونشر نتائجها، والعمل على الخروج بالتوصيات العملية فيما يتعلق بالإنعاش، وتنسيق تعليم التوصيات ووضع المواد التعليمية المتعلقة بتوصيات المجلس.

## تاريخ المجلس
إثر محاضرة لأختصاصي القلب السويدي لارس موجنسن في مؤتمر جمعية القلب الأوروبية في عام 1985م حول أهمية تنسيق جهود الإنعاش في أوروبا، تم في عام 1986 إنشاء لجنة دائمة لتنسيق جهود الإنعاش، وفي عام 1988م أسس عدد من أطباء القلب وأطباء التخدير في فيينا مجلس الإنعاش الأوروبي والذي عقد أول جلسة رسمية له في أنتويرب في عام 1990م.

## وظائف المجلس
يقوم المجلس بتنسيق الجهود على مستوى أوروبا في مجال الإنعاش وذلك من خلال:
- إصدار توصيات دورية في مجال الإنعاش تلقى قبولاً أوروبياً، كان آخرها توصيات عام 2005م.
- إصدار مجلة الإنعاش الدورية (بالإنجليزية: Resuscitation)‏.
- تأهيل المدربين لتعليم طرق الإنعاش، وتنسيق دورات تعليمية للإنعاش بناءً على توصيات المجلس.
- عقد المؤتمرات الدورية المتخصصة بالإنعاش والطب الحرج.
- دعم البحوث العلمية في مجال الإنعاش، ونشر نتائج الدراسات العلمية.
- إصدار مواد تعليمية مثل عروض PowerPoint وملصقات تعليمية وغيرها مثل الوسائط المتعددة.

## وصلات خارجية
- مجلس الإنعاش الأوروبي (بالإنجليزية)
- مجلة الإنعاش Resuscitaion (بالإنجليزية)